# Список дипломатичних місій у Люксембурзі

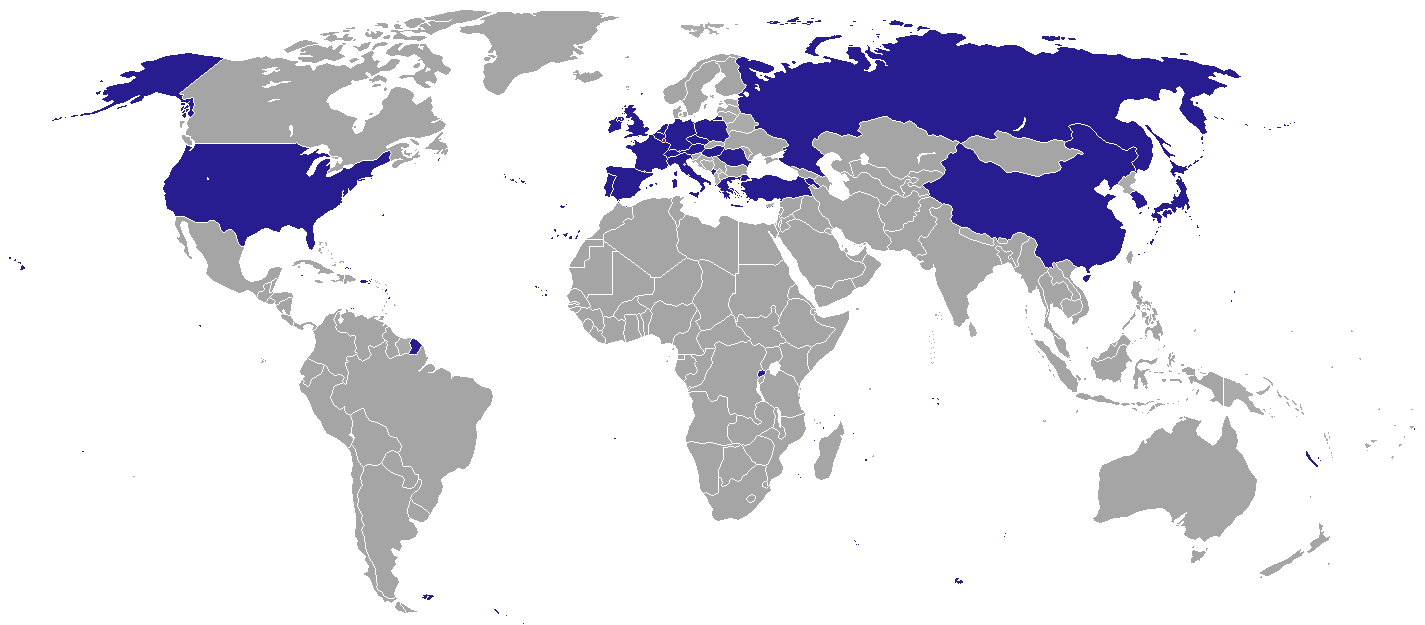
Країни, які мають посольство в Люксембурзі.

В цій статті наводиться список посольств у Люксембурзі, яких наразі є всього 23 і всі вони знаходяться в місті Люксембург. 146 інших країн мають акредитованого посла в Брюсселі чи іншій столиці європейської держави. Також в Люксембурзі є почесні консульства, які не наведені в цьому списку.

## Посольства
- Австрія
- Бельгія
- Велика Британія
- Греція
- Данія
- Ірландія
- Іспанія
- Італія
- Кабо-Верде
- КНР
- Нідерланди
- Німеччина
- Польща
- Португалія
- Росія
- Румунія
- США
- Туреччина
- Угорщина
- Франція
- Чехія
- Швейцарія
- Японія

## Консульства
- Індонезія (Штайнсель)
- Італія (Еш-сюр-Альзетт)

## Акредитовані посли
Акредитовані посли знаходяться в місті Брюссель, якщо не вказано інше:
- Австралія
- Азербайджан
- Албанія
- Алжир
- Ангола
- Андорра
- Аргентина
- Афганістан
- Бангладеш
- Барбадос
- Бенін
- Білорусь
- Болгарія
- Болівія
- Боснія і Герцеговина
- Ботсвана
- Бразилія
- Бруней
- Буркіна-Фасо
- Бурунді
- Ватикан
- Венесуела
- В'єтнам
- Вірменія
- Габон
- Гаїті
- Гамбія
- Гана
- Гватемала
- Гвінея
- Гвінея-Бісау
- Гондурас
- Гренада
- Грузія
- ДР Конго
- Джибуті
- Домініка
- Домініканська Республіка
- Еквадор
- Екваторіальна Гвінея
- Еритрея (Гаага)
- Естонія
- Ефіопія
- Єгипет
- Ємен
- Замбія
- Зімбабве
- Ізраїль
- Індія
- Індонезія
- Ірак
- Іран
- Ісландія
- Йорданія
- Казахстан
- Камбоджа
- Камерун
- Канада
- Катар (Париж)
- Кенія
- Киргизстан
- Кіпр
- Колумбія
- Коморські Острови
- Косово
- Коста-Рика
- Кот-д'Івуар
- Куба
- Кувейт
- Лаос
- Латвія
- Лесото
- Литва
- Ліберія
- Ліван
- Лівія
- Ліхтенштейн
- Маврикій
- Мавританія
- Мадагаскар
- Малаві
- Малайзія
- Малі
- Мальта
- Марокко
- Мексика
- Мозамбік
- Молдова
- Монако
- Монголія
- М'янма
- Намібія
- Непал
- Нігер
- Нігерія
- Нікарагуа
- Нова Зеландія
- Норвегія
- ОАЕ
- Оман (Гаага)
- Пакистан
- Панама
- Папуа Нова Гвінея
- ПАР
- Парагвай
- Перу
- Південна Корея
- Північна Корея (Лондон)
- Республіка Конго
- Північна Македонія
- Руанда
- Сальвадор
- Сан-Томе і Принсіпі
- Саудівська Аравія
- Есватіні
- Сейшельські Острови
- Сенегал
- Сербія
- Сирія
- Сінгапур
- Словаччина
- Словенія
- Судан
- Сьєрра-Леоне
- Таїланд
- Танзанія
- Того
- Тонга (Лондон)
- Тринідад і Тобаго
- Туніс
- Уганда
- Узбекистан
- Україна
- Уругвай
- Фіджі
- Філіппіни
- Фінляндія
- Хорватія
- Центральноафриканська Республіка
- Чад
- Чилі
- Швеція
- Шрі-Ланка
- Ямайка

## Галерея

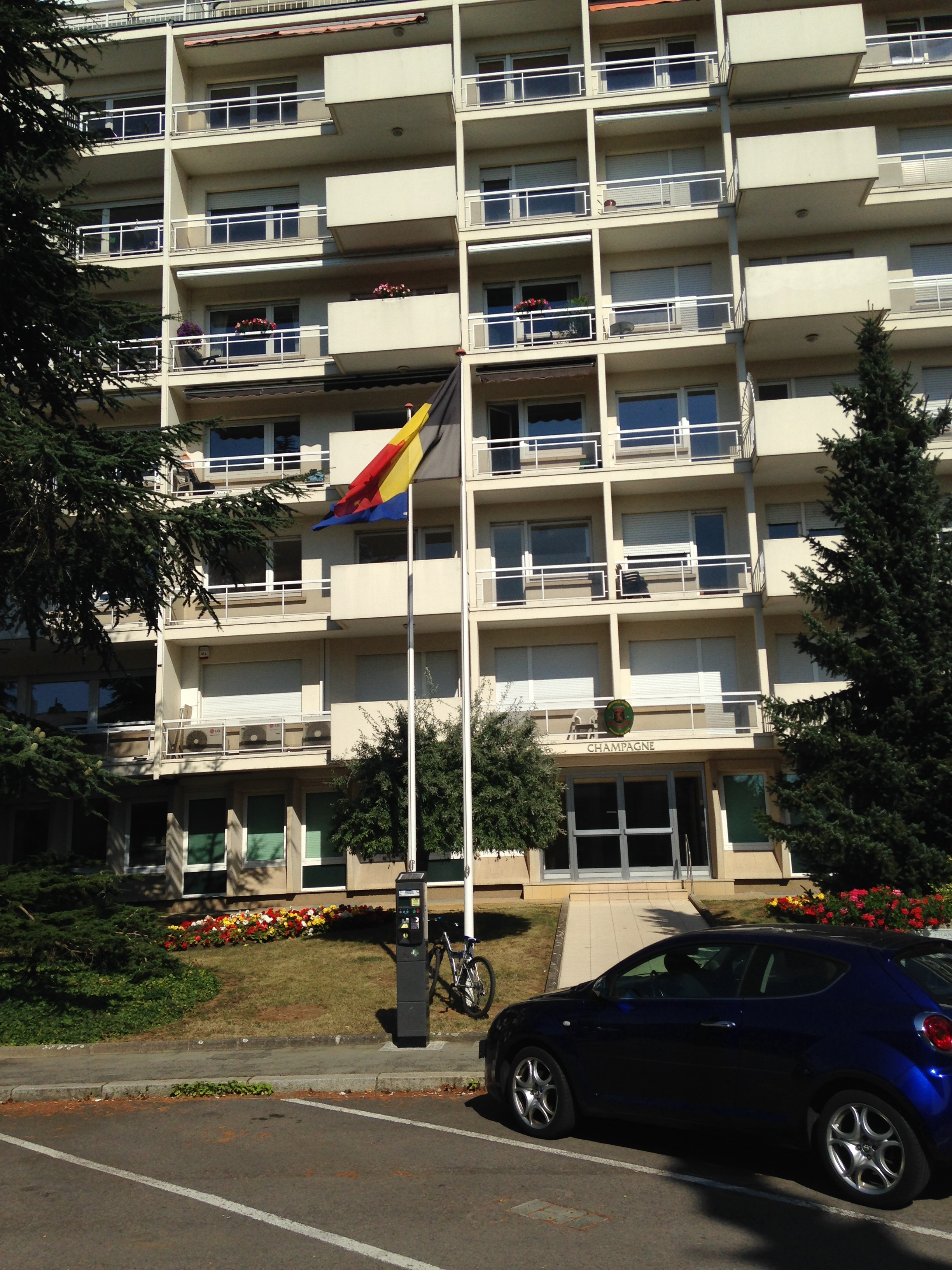
Посольство Бельгії
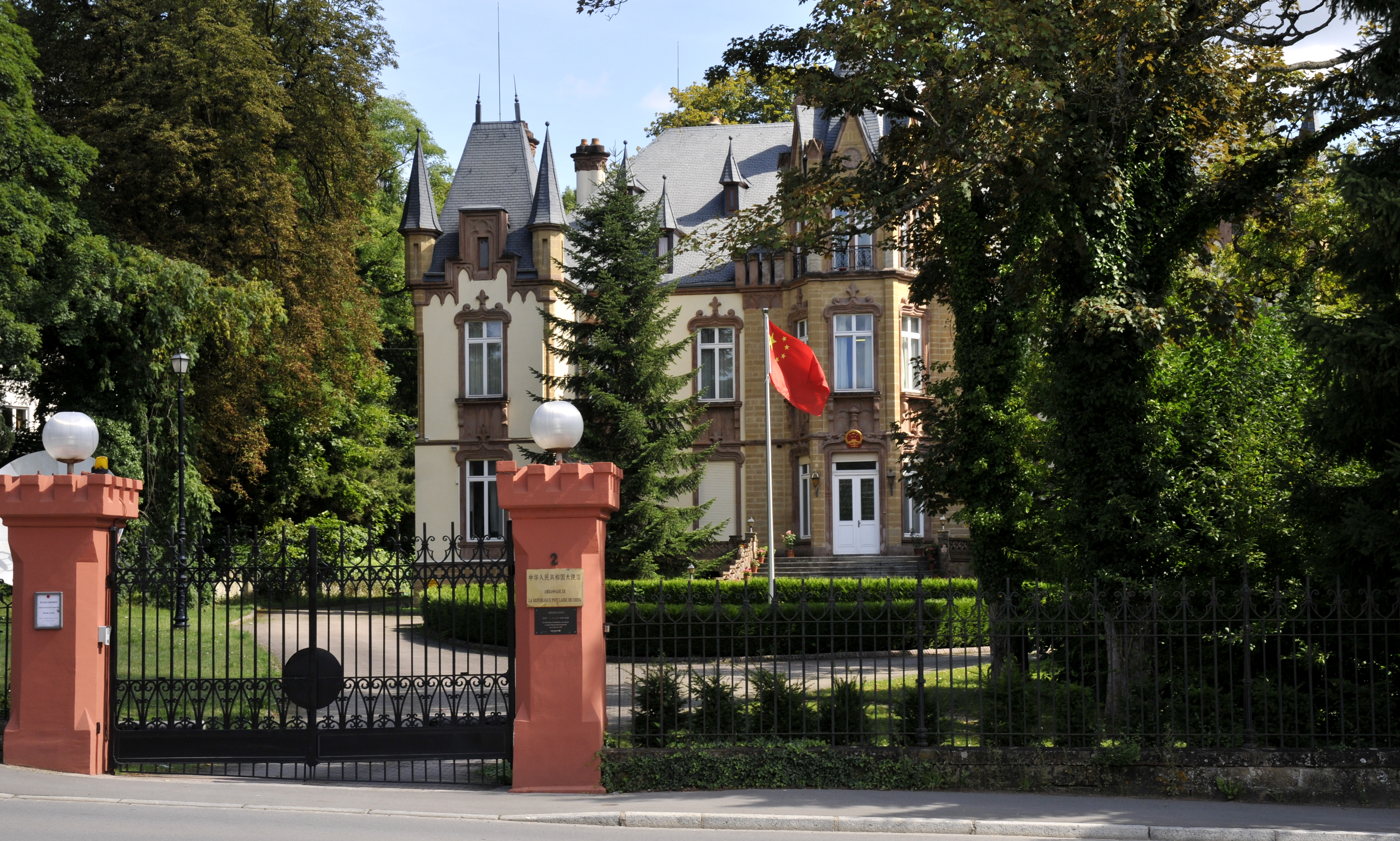
Посольство КНР
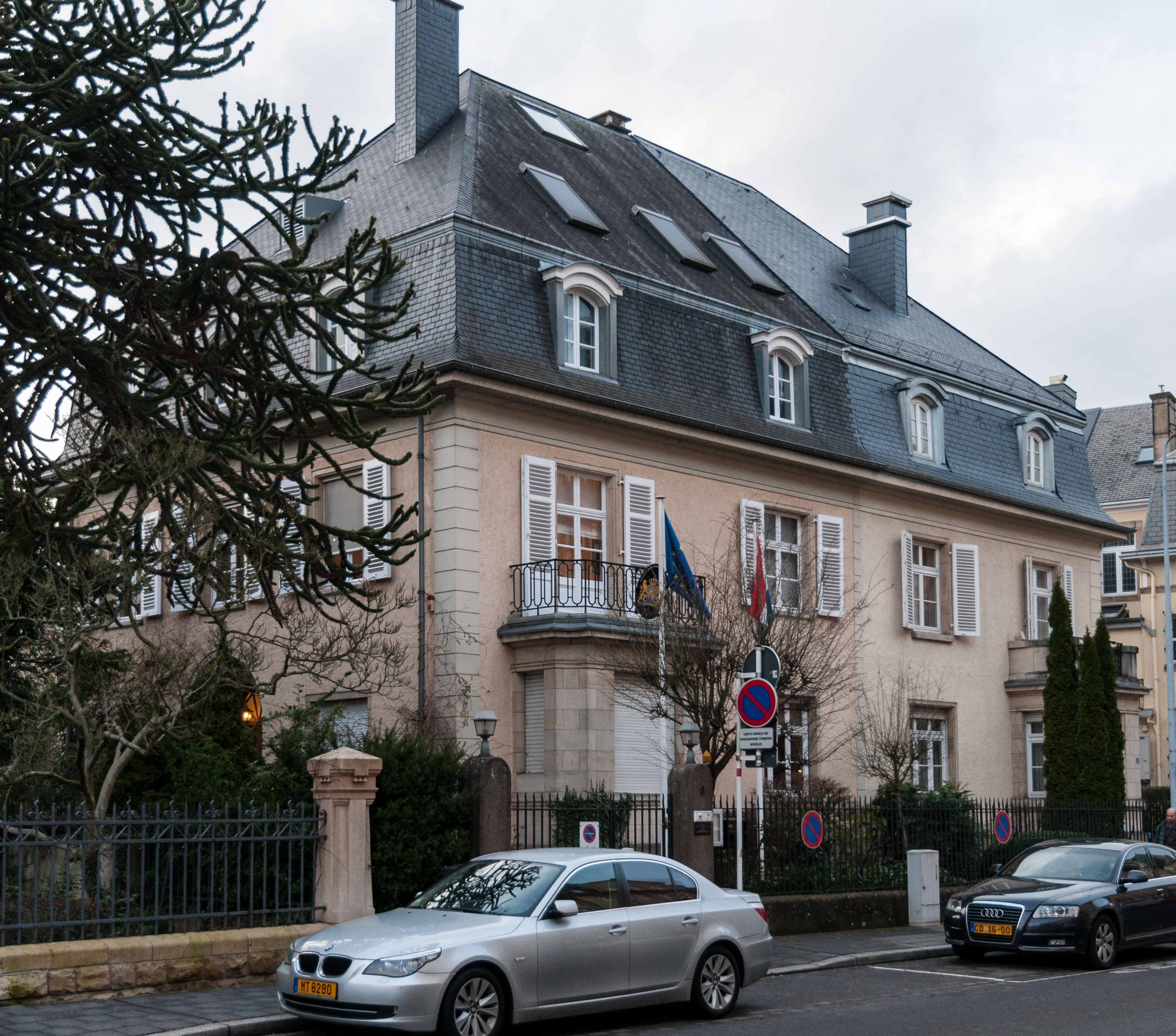
Посольство Нідерландів
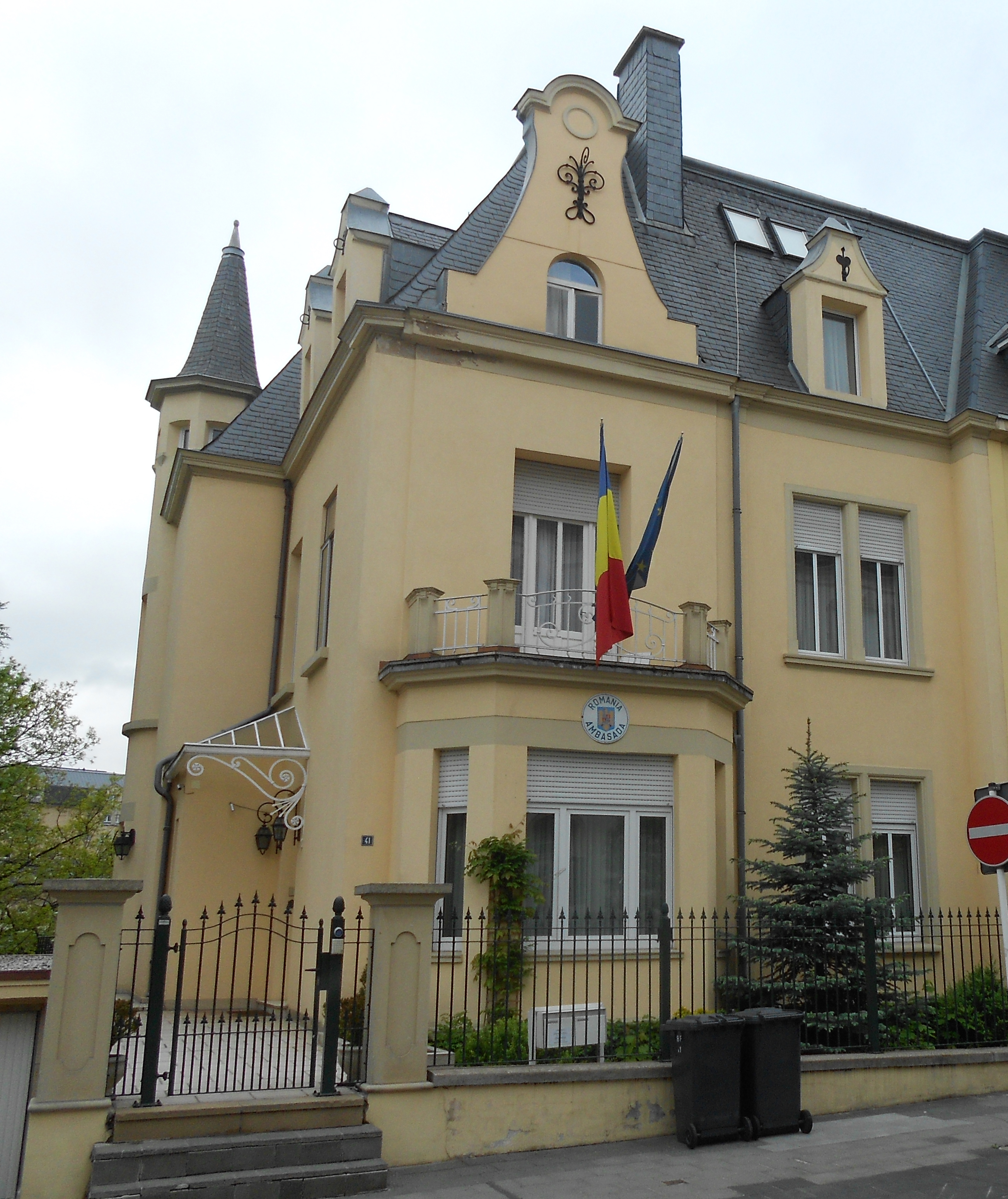
Посольство Румунії
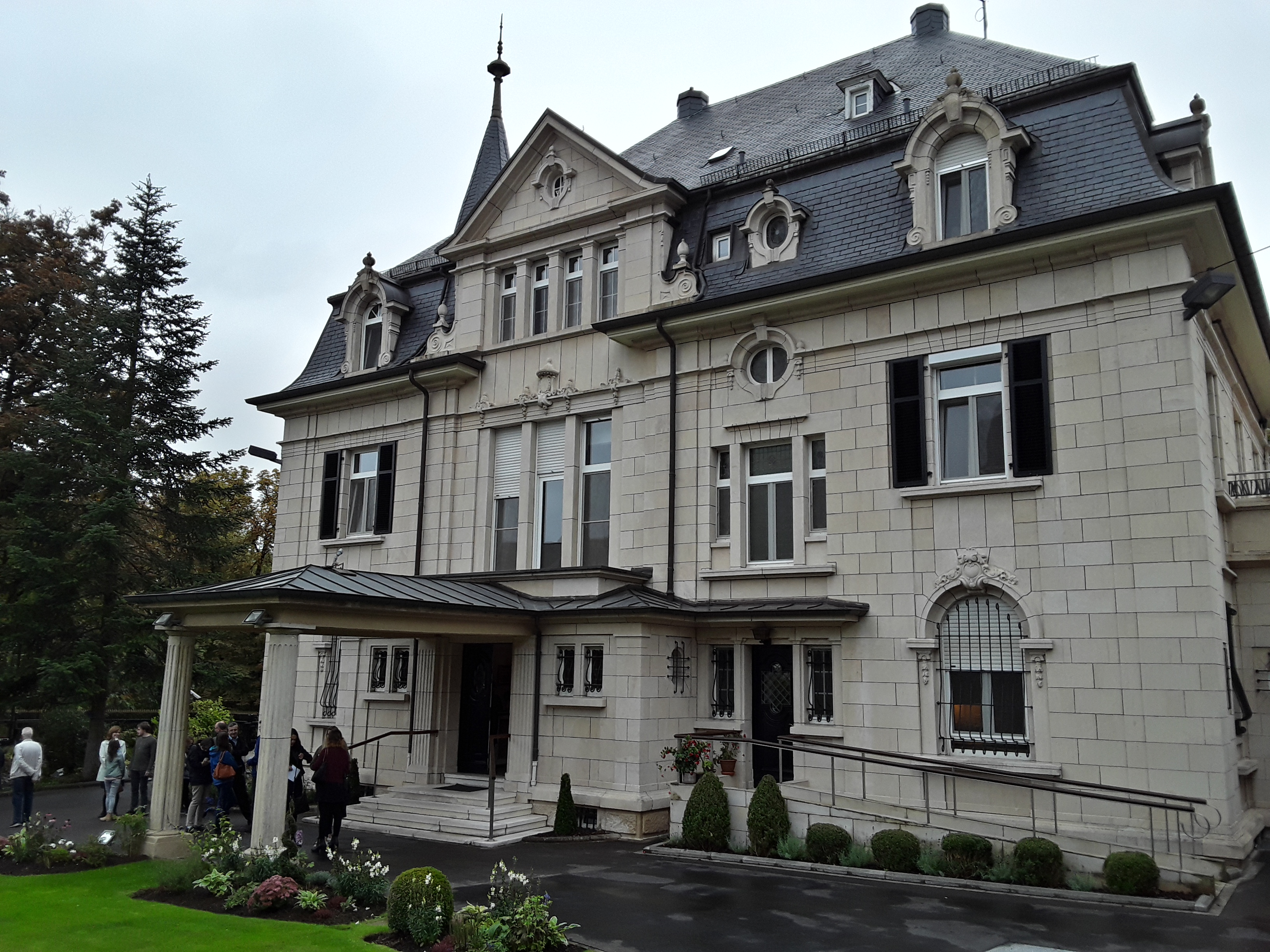
Посольство США
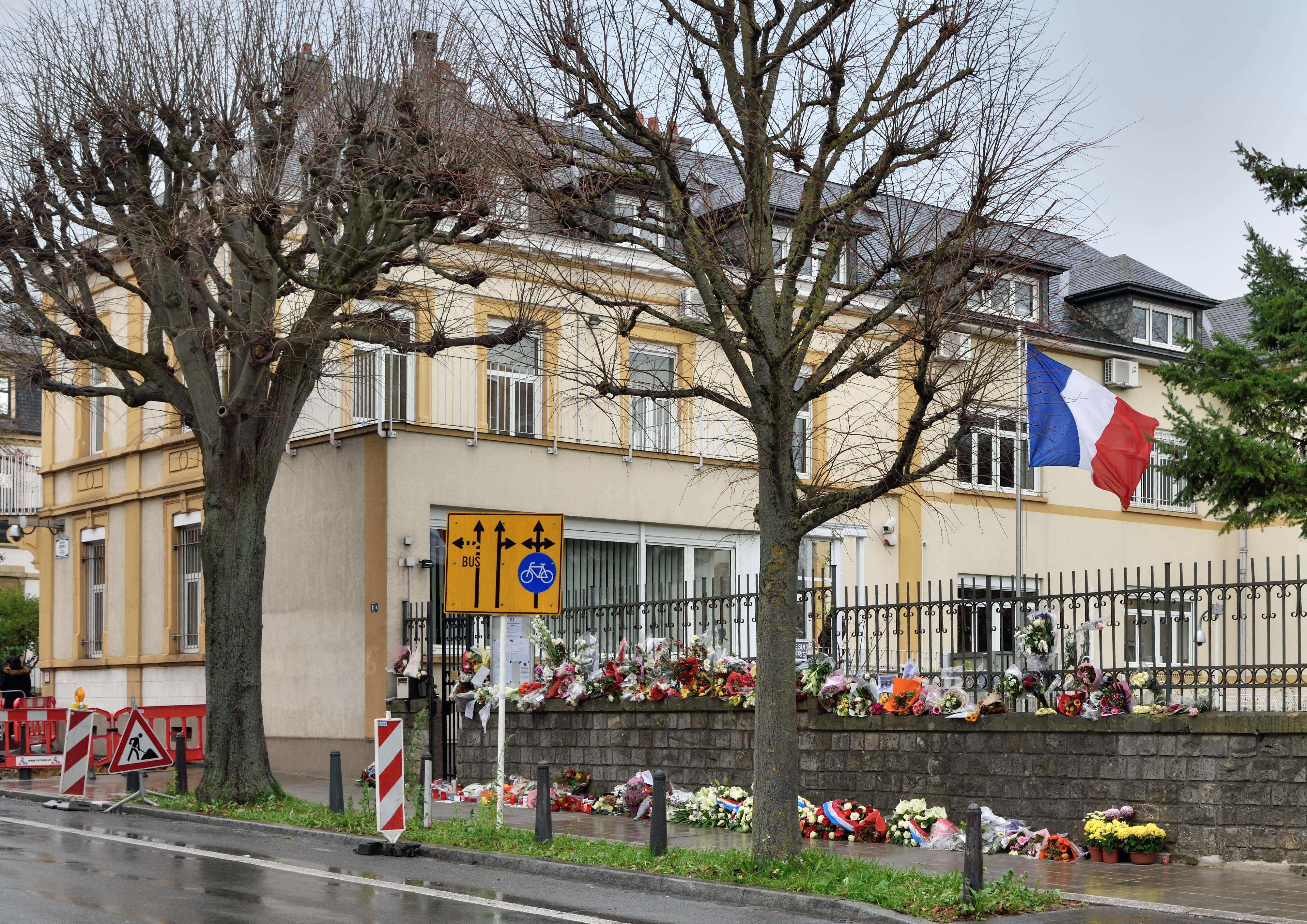
Посольство Франції
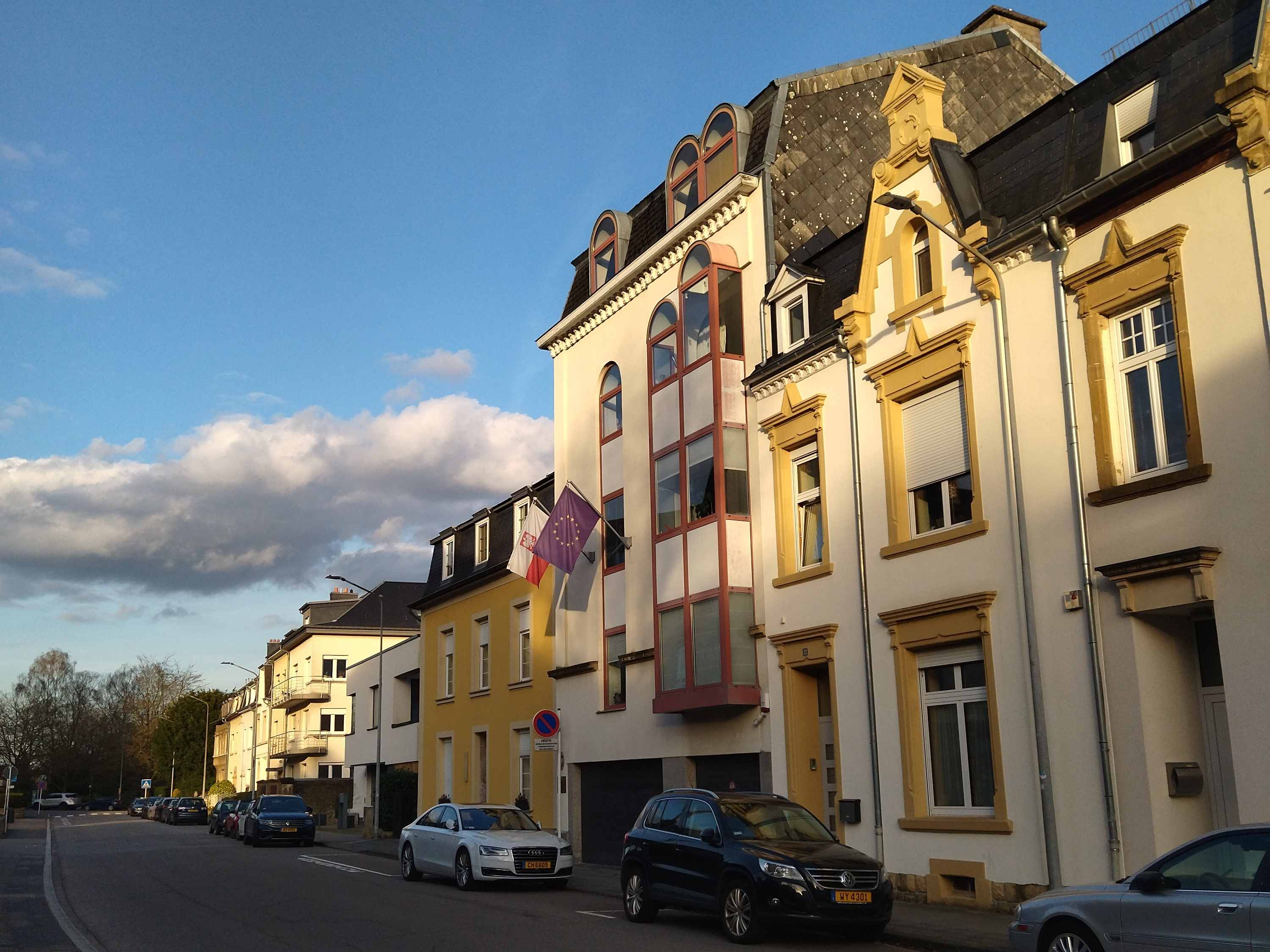
Посольство Польщі